# Crocidura australis
Crocidura australis (лат.) — вид млекопитающих рода белозубки из семейства землеройковые. Эндемик индонезийского острова Сулавеси.

## Распространение
Обнаружен в юго-западной части индонезийского острова Мулавеси. Был собран только на горе Бавакараенг, провинция Южный Сулавеси, в ловушках, расположенных на высоте 1660—2040 и 2390—2550 м над уровнем моря.

## Описание
Белозубка среднего размера (длина тела около 7 см) с толстой, коричневой шерстью на спине и немного более светлой на брюшке. Волосы средней дорсальной части длиной 6—7 мм. Цвет хвоста соответствует цвету шерсти спины, но лапы светлее окружающей шерсти, особенно на пальцах. Хвост немного короче головы и тела, не сильно двухцветный. Когти полупрозрачные и окружены небольшими пучками белых волосков. На задней лапе когти длинные, а пучки более заметные, чем на передней. Подушечки лап более темной пигментации, чем окружающие подошвенные и ладонные поверхности, но разница больше на задней лапе, чем на передней. Уши, хоть и не маленькие, но неотличимы от окружающей шерсти из-за соответствующего цвета, длины и плотности шерсти. Мистациальные вибриссы относительно короткие и в основном не пигментированы. Несколько пигментированных вибрисс находятся позади более коротких непигментированных вибрисс.